# Mattias Helldén
Mattias Helldén, född 13 september 1953 på Lidingö, Stockholms län, är en svensk musiker. Han är medlem av Fläskkvartetten. Han är son till tonsättaren Daniel Helldén.